# The Incredible Shrinking Fireman
The Incredible Shrinking Fireman es un videojuego arcade de plataformas realizado por Andy Mitchell y David Kidd, publicado bajo el sello de la compañía británica de videojuegos Mastertronic en 1986.

## Objetivo
Combatiendo las llamas en un incendio en una planta de reducción, el bombero Shuffling Sid ha sido encogido. Para revertir el proceso debe localizar las cinco piezas de una máquina estiradora. No todos los objetos encontrados son útiles, ni todas las salidas obvias. Además, la planta está plagada de fantasmas y monstruos.